# Дирбах
Дирбах (њем. Dierbach) општина је у њемачкој савезној држави Рајна-Палатинат. Једно је од 74 општинска средишта округа Зидлихе Вајнштрасе. Према процјени из 2010. у општини је живјело 567 становника. Посједује регионалну шифру (AGS) 7337018.

## Географски и демографски подаци
Дирбах се налази у савезној држави Рајна-Палатинат у округу Зидлихе Вајнштрасе. Општина се налази на надморској висини од 146 метара. Површина општине износи 5,5 km². У самом мјесту је, према процјени из 2010. године, живјело 567 становника. Просјечна густина становништва износи 103 становника/km².